# Otto preludi
Huit Préludes  (in italiano Otto preludi) è una composizione per pianoforte del compositore francese Olivier Messiaen della durata di circa 34 minuti. Si tratta di un'opera di gioventù e la prima che l'autore considerasse veramente valida.

## Creazione
L'opera venne composta tra il 1928 e il 1929 e dedicata alla pianista Henriette Roget, che la eseguì in un concerto privato per la prima volta il 28 gennaio 1930. La prima esecuzione pubblica venne effettuata dalla stessa pianista il primo marzo 1930 a Parigi presso la sala Érard e organizzata dalla Société Nationale de Musique. La composizione venne ripetuta in concerto il 15 giugno 1937 presso l'École Normale de Musique di Parigi ed eseguita dalla pianista Bernadette Alexandre-Georges.

## Titoli dei brani
L'opera si compone di otto preludi, ad ognuno dei quali l'Autore donò un titolo e delle indicazioni sul colore.
- I. La colombe (La colomba)

Arancio, con venature violette.
- II. Chant d'extase dans un paysage triste (Canto d'estasi in un paesaggio triste)

Grigio, malva, Blu di Prussia, per l'inizio e la fine; la parte centrale è diamantina, argentea.
- III. Le nombre léger (Il numero leggero)

Arancio, con venature violette.
- IV. Instants défunts (Istanti morti)

Grigio vellutato, riflessi malva e verdi.
- V. Les sons impalpables du rêve (I suoni impalpabili del sogno)

Polimodale, sovrappone un modo blu-arancio sopra un ostinato e a cascate di accordi, ad un modo violetto porpora trattato da un timbro come di rame; fare attenzione alla scrittura pianistica: note triple, tratti in accordo, canone inverso, mani incrociate, vari staccato, marcato color del rame, effetti di gemme preziose. 
- VI. Cloches d'angoisses et larmes d'adieu (Campane d'angoscia e lacrime d'addio)

Le campane mescolano una gran quantità di modi; l'aum (risultante grave), e tutte le armoniche superiori delle campane, si risolvono in vibrazioni luminose; l'addio è porpora, arancio, violetto.
- VII. Plainte calme (Lamento tranquillo)

Grigio vellutato, riflessi malva e verdi.
- VIII. Un reflet dans le vent (Un riflesso nel vento)

La piccola tempesta che apre e chiude il brano alterna l'aranciovenato di verde con qualche macchia nera; lo sviluppo della parte centrale è più luminoso; il secondo tema, molto melodico, ricoperto di arpeggi sinuosi, è blu arancio la prima volta, verde arancio la seconda. Colori dominanti di tutta l'opera: violetto, arancio, porpora.